# 中华人民共和国中央人民政府门户网站
中华人民共和国中央人民政府门户网站，简称中国政府网，是中华人民共和国国务院的官方网站，由国务院办公厅主办。中国政府网于2005年10月1日试开通、2006年1月1日正式开通，现有中文版和英文版，中文版的网页中，可以选择以简体中文或繁体中文显示文字。
中国政府网的自我介绍和定义是：“中国政府网是国务院和国务院各部门，以及各省、自治区、直辖市人民政府，在国际互联网上发布政府信息和提供在线服务的综合平台。”
2013年10月11日，中国政府网的官方新华微博、腾讯微博和微信开通，并于12月18日开通其新浪微博。2014年2月28日，中国政府网新版上线，背景颜色使用天蓝色与白色，并重新设置了一批更简洁的栏目。3月，中国政府网开设了“我向总理说句话”栏目，网友如果有好的意见建议，可以将其直接送到国务院总理的办公桌上。10月8日，中国政府网英文版新版亦正式上线。

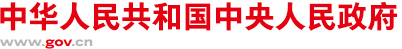
中文版首页顶部标志

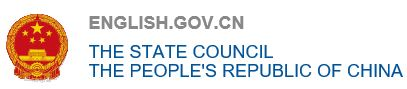
英文版首页顶部标志

## 中央人民政府
中华人民共和国的人民政府是对应于本级人民代表大会的国家行政机关的法定名称。 1954年后的中华人民共和国中央人民政府即中华人民共和国国务院是最高国家行政机关。

## 网站内容
中国政府网上提供的信息包括静态信息和动态信息：静态信息有中华人民共和国宪法、国旗、国歌、国徽，以及国家机构、政府机构等这些中国的基本情况；而动态信息则主要为每日的国家要闻、政府政务发布、副省部级机构官员人事任免（来源均标识为人力资源社会保障部）。
中国政府网对网站上的内容保有版权。

## 政府网站链接
作为中国政府的门户网站，中国政府网首页文末提供如下链接：
- 中国人大网（全国人大）
- 中国政协网（全国政协）
- 国家监察委员会
- 最高人民法院
- 最高人民检察院
- 国务院部门网站[註 1]
- 地方政府网站[註 2]
- 駐港澳機構網站
- 驻外机构

## 手机客户端
中国政府网的手机客户端（国务院客户端）已经于2016年2月26日上线。